# Interas-AE Visaginas
Interas-AE Visaginas este un club de fotbal lituanian din orașul Visaginas, care evoluează în A Lyga. Primul joc Interas l-a pierdut cu scorul de 2-3 în fața campionilor actuali FBK Kaunas, pe 4 aprilie 2007. Mulți dintre jucători lucrează într-o centrală nucleară.

## Participări în campionatele lituaniene
- 2006 - locul 8 (1 Lyga)
- 2005 - locul 2 (2 Lyga sud)
- 2004 - locul 2 (2 Lyga sud)
- 2003 - locul 3 (2 Lyga est)